# 少女☆射击
《少女☆射击》是日本美少女類眼力射擊遊戲，由Inti Creates開發、Alchemist發行。遊戲於2011年1月27日於Xbox 360版發行；PlayStation 3版於2012年1月發行。《少女☆射擊2》在2018年3月15日發售，2018年6月7日在香港及台灣發售。
十週年紀念復刻版《少女☆射擊 回歸初心》於2021年發行任天堂Switch版和Windows版，取消原本預定發行的Xbox One版。

## 外部連結
- 官方网站：XBOX 360（日文）、PS3（日文）、回歸初心
- 少女☆射擊系列
- 少女☆射击的X（前Twitter）